# Кушон
Кушон (англ. cushion — подушка; франц. coussin — подушка) – компактна упаковка, схожа на пудру, всередині якої знаходиться просочена косметичним засобом (тональний, сонцезахисний, ВВ чи СС креми) уретанова піна, схожа на подушку. Сам кушон не є косметичним засобом, а слугує лише форматом упаковки косметичного продукту.

## Історія
Almay Nearly Naked Touch-Pad Makeup — праобраз сучасних кушонів. Це тональний засіб в губці, до нього не додавалося ні дзеркала, ні спонжу для нанесення. В цю лінію входили тон та рідкі рум'яна. Створений в 2000 - х роках, знятий з виробництва через скарги про негігієнічність використання.
Кушон є розробкою корейської фірми AmorePacific. Поштовхом до цього стало опитування корейських жінок, де визначили, що їм подобаються ВВ та СС креми, але спосіб нанесення не є зручним.
IOPE Air Cushion Sunblock з'явився на полицях магазинів у 2008 році. Цей продукт настільки технологічний, що AmorePacific довелося подати заявку на три тесятка патентів. Було створено антибактеріальні губки та спонжі, розроблена технологія збереження температурного режиму, вигадані механізми, що перешкоджають розпаду продукту всередині футляру. Все це упакували в спеціальний двошаровий контейнер. Для очищення потрібно зняти пластиковий диск з середини аплікатора, все промити з милом, після повного висихання можна використовувати надалі.

## Спосіб використання
Кушон влаштований за принципом «упаковка в упаковці». В першій знаходиться аплікатор для легкого і зручного нанесення косметичного засобу. А в другій — просочена косметичним засобом уретанова губка. Для використання необхідно відкрити кришку першої упаковки, взяти аплікатор, відкрити другу упаковку і притиснути до губки з засобом аплікатор. Таким чином аплікатор набирає необхідну кількість косметичного засобу, після чого можна наносити продукт на обличчя, шию чи інші частини тіла.
Для профілактики розвитку бактерій аплікатор, що іде в комплекті з кушоном, потрібно регулярно очищувати. Для очищення потрібно з середини аплікатора дістати диск та все ретельно промити теплою водою з милом. Надалі використовувати можна після повного висихання.